# متصالبية
المتصالبية (الاسم العلمي: Crossosomataceae) هي فصيلة من النباتات تتبع رتبة المتصالبيات من طائفة ثنائيات الفلقة.

## أجناس
- المتصالبة